# Rhyacophila vernestril
Rhyacophila vernestril är en nattsländeart som beskrevs av Wolfram Mey 1996. Rhyacophila vernestril ingår i släktet Rhyacophila och familjen rovnattsländor. Inga underarter finns listade i Catalogue of Life.